# Лобарбек
Лобарбек (нім. Lohbarbek) — громада в Німеччині, розташована в землі Шлезвіг-Гольштейн. Входить до складу району Штайнбург. Складова частина об'єднання громад Ітцего-Ланд.
Площа — 6,24 км2. Населення становить 747 ос. (станом на 31 грудня 2020).